# Климов, Михаил Георгиевич

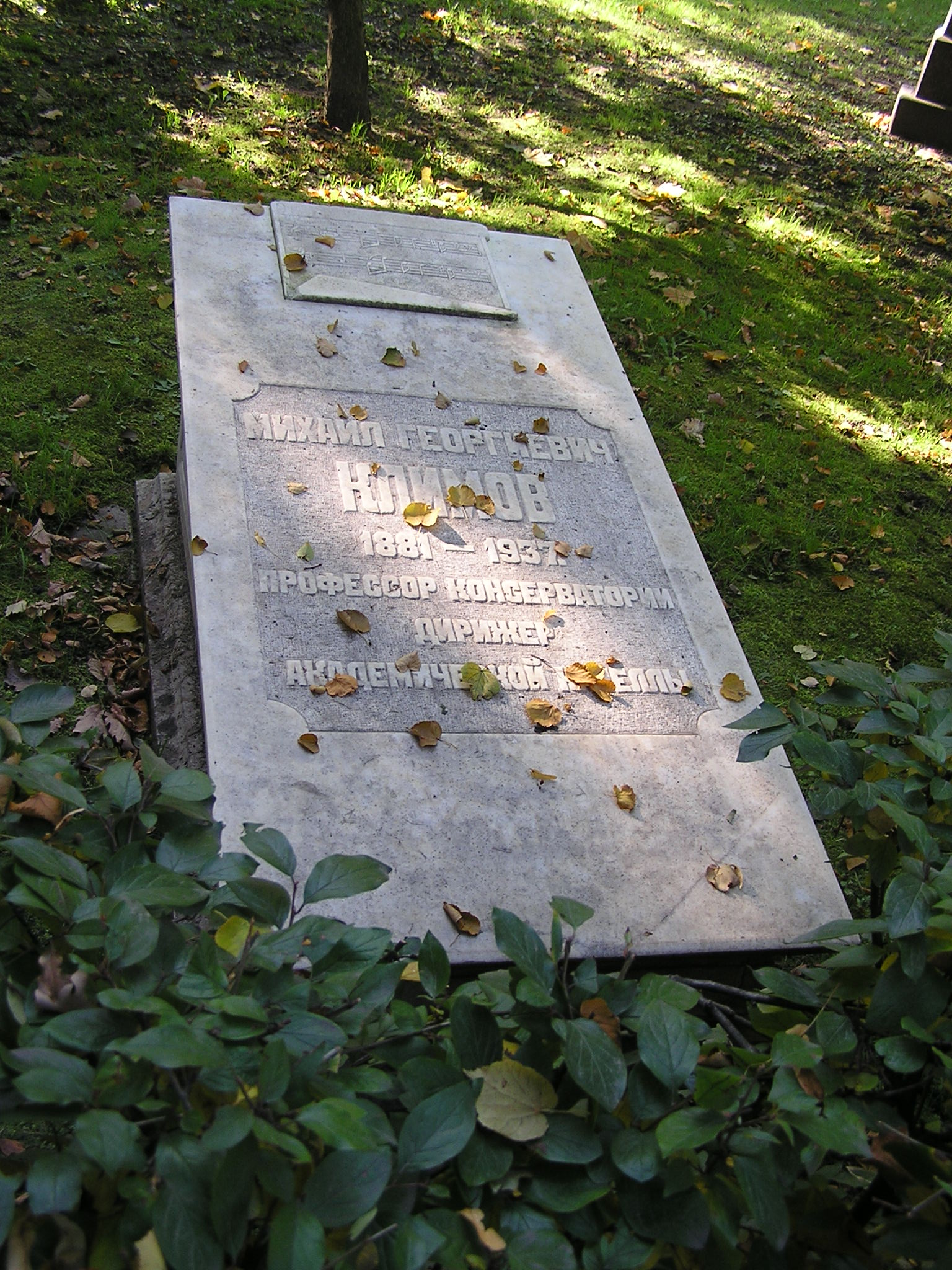
Могила М. Г. Климова в Некрополе мастеров искусств Александро-Невской лавры в Санкт-Петербурге

Михаи́л Гео́ргиевич Кли́мов (9 [21] февраля 1881 — 20 февраля 1937) — русский дирижёр-хормейстер, оказавший существенное влияние на художественный облик Петербургской капеллы двадцатого столетия.

## Биография
Учился в московском Синодальном училище (1893—1900). В 1908 окончил Петербургскую консерваторию (класс теории композиции Н. А. Римского-Корсакова и класс дирижирования Н. Н. Черепнина).
В 1904—1906 и 1913—1917 — старший учитель пения (дирижёр), 1917—1935 главный дирижёр, в 1919—1921 заведующий, в 1922—1930 директор Петербургской капеллы. По инициативе Климова в 1927 из Голландской церкви в Капеллу был перенесён орган.
В 1921 году предложил М. О. Штейнбергу свод напевов Страстной седмицы, который был использован композитором для создания своего цикла "Страстная Седмица"
В 1921 участвовал в организации Оперной студии Петербургской консерватории, которой впоследствии руководил. В 1922—1923 член правления Консерватории.
В 1925—1927 директор и художественный руководитель Ленинградской филармонии.
Выдающийся музыкант, обладавший тонким слухом, музыкальной памятью, чувством стиля, художественным вкусом, Климов создал хоровой коллектив, владевший многообразными музыкальными формами — от простой песни до монументальных произведений классической и современной музыки. Стремясь к созданию нового репертуара, Климов сделал ряд переложений для хора (сочинения И. С. Баха, В. А. Моцарта, Л. Бетховена, Р. Шумана, П. И. Чайковского, М. П. Мусоргского и др.), представляющих самостоятельный интерес. Некоторые из них исполняются до сих пор («Грёзы» Шумана, «Неаполитанская песня» Чайковского, «Музыкальная табакерка» Лядова, «Песня о блохе» Мусоргского и др.).
Климов вёл большую педагогическую работу. Преподавал теоретические предметы, оперный ансамбль, руководил хоровым классом в Петербургской консерватории (с 1908; c 1911 старший преподаватель; с 1916 профессор 2 ступени; с 1926 профессор, официально назначен с 1928), преподавал также в хоровом техникуме Капеллы. Автор учебника сольфеджио и других учебных пособий. Принимал участие в организации Народной консерватории в Ленинграде.
Скончался 20 февраля 1937 года в Ленинграде. Похоронен на Некрополе мастеров искусств Александро-Невской лавры в Санкт-Петербурге.

## Ученики
в Капелле
- С. Г. Балакина
- Г. И. Беззубов
- Н. С. Пономаренко[2]
- Е. П. Кудрявцева
- А. Е. Никлусов
- Б. Савельев[3]
- К. А. Симеонов
- В. Шушлин[3]

в Оперной студии
- А. П. Иванов
- В. А. Давыдова
- С. П. Преображенская
- М. И. Бриан
- Р. Г. Горская
- В. Софронова[3]
- И. Е. Пичугин
- В. Райков[3]
- А. Ю. Модестов-Блувштейн

в Народной консерватории
- В. Киприянов[3]

## Основные труды
- Краткое руководство к изучению контрапункта, канона, фуги. — Юргенсон, 1911.
- Музыкальная хрестоматия из русских народных песен. Пособие для музыкальных школ, техникумов, консерваторий. — Л.: Тритон, 1929.
- Первоначальное сольфеджио и простейшие виды ритма. — Музгиз, 1928, 1931, 1939.

## Дань памяти
- Имя на доске почёта Синодального училища (1900)
- Имя на доске почёта Петербургской консерватории (1908)
- Мраморная доска у класса Климова в Петербургской капелле